# Kazimierz Moczarski
Kazimierz Damazy Moczarski (ur. 21 lipca 1907 w Warszawie, zm. 27 września 1975 tamże) – polski dziennikarz, pisarz, kapitan Wojska Polskiego, oficer Armii Krajowej, uczestnik kampanii wrześniowej i powstania warszawskiego, szef Biura Informacji i Propagandy ZWZ-AK; autor książki Rozmowy z katem, będącej relacją ze wspólnego pobytu w więzieniu z generałem SS Jürgenem Stroopem.

## Życiorys
Syn Jana Damazego (nauczyciela, dyrektora gimnazjum) i Michaliny Franciszki z domu Wodzinowskiej, nauczycielki. W 1917 rozpoczął naukę w Gimnazjum im.Romualda Traugutta w Lipnie, a w 1924 w Gimnazjum M. Kreczmara w Warszawie, gdzie w maju 1926 otrzymał świadectwo dojrzałości. Od października 1926 studiował na Wydziale Prawa Uniwersytetu Warszawskiego. Podczas studiów od sierpnia 1929 do czerwca 1930 odbył służbę w Batalionie Podchorążych Rezerwy Piechoty Nr 9 w Berezie Kartuskiej, a od lipca do października 1931 praktykę konsularną w Konsulacie RP w Paryżu. W grudniu 1932 otrzymał na UW tytuł magistra praw, po czym w latach 1932–1934 studiował w Wyższej Szkole Dziennikarskiej w Warszawie, a od 1933 w Institut des Hautes Études Internationales (Instytut Wyższych Studiów Międzynarodowych) na Uniwersytecie w Paryżu.
W 1935 wrócił do Warszawy i został radcą w Wydziale Ochrony Pracy Ministerstwa Pracy i Opieki Społecznej. Specjalizował się w polskim i międzynarodowym ustawodawstwie dotyczącym pracy.
W czasie studiów działał w Legionie Młodych. Od 1935 był członkiem Zarządu Głównego Stowarzyszenia Urzędników Państwowych i oraz działał w Centralnej Komisji Porozumiewawczej Związków Pracowniczych (naczelna reprezentacja ruchu pracowniczego). W 1936 był współzałożycielem Klubu Pracowniczego „Maurycy Mochnacki”. W 1937 był współorganizatorem Klubu Demokratycznego w Warszawie (niektóre zebrania inicjujące odbyły się w jego mieszkaniu przy ul. Hożej 42). Od kwietnia 1939 był działaczem Stronnictwa Demokratycznego.
31 lipca 1939 poślubił Zofię Płoską, pracownicę referatu prasowego Ministerstwa Opieki Społecznej. Także w 1939 r. został wybrany w skład zarządu głównego oraz komitetu wykonawczego Stowarzyszenia Urzędników Państwowych (SUP).
W 1939 podczas kampanii wrześniowej pełnił funkcję dowódcy plutonu w 30 pułku piechoty, uczestniczył m.in. w obronie Warszawy. W czasie okupacji niemieckiej do 1944 mieszkał w Warszawie.
Od stycznia 1940 należał do ZWZ-AK. Od sierpnia 1942 r. pracował w Wydziale Informacji Biura Informacji i Propagandy (BIP) Komendy Głównej AK, używając pseudonimu „Rafał”. Od stycznia 1944 r. równocześnie kierował działem dochodzeniowo-śledczym w Okręgowym Kierownictwie Walki Podziemnej Warszawy, używając pseudonimu „Maurycy”. Oprócz tego bezpośrednio uczestniczył w kilku akcjach bojowych m.in. w uwolnieniu więźniów ze Szpitala Jana Bożego przy ulicy Bonifraterskiej (11 czerwca 1944).
W czasie powstania warszawskiego kierował działalnością stacji informacyjno-radiowej, redagował dziennik AK „Wiadomości Powstańcze”. W trakcie trwania powstania został odznaczony Złotym Krzyżem Zasługi z Mieczami. Po upadku powstania próbował wznowić działalności BIP AK w Częstochowie i Krakowie. Od kwietnia 1945 r. był szefem BIP.
Członek Zarządu Głównego Zjednoczenia Demokratycznego. Współautor memoriału przekazanego Delegatowi Sił Zbrojnych na Kraj Janowi Rzepeckiemu, w którym poinformowano o tym, że władze Zjednoczenia postanowiły ujawnić organizację władzom i wezwać członków, aby wstępowali do oficjalnego Stronnictwa Demokratycznego. Stwierdzał w nim oceniając powojenną sytuację: „Wyjście z obecnego impasu na odcinku AK jest możliwe tylko przez: a) odcięcie się od kierownictwa londyńskiego i przyznanie jego bankructwa; b) stwierdzenie w formie rozkazu, że walka zbrojna w kraju w sytuacji obecnej jest działaniem bezużytecznie osłabiającym naród; c) także stwierdzenie, że oddziały pozostające pomimo rozkazu w lesie są oddziałami zdemoralizowanymi wojną (bandyckimi) bądź oddziałami o własnych społecznych czy politycznych celach, niemających nic wspólnego z AK; d) wezwanie do pracy na wszystkich odcinkach w imię ideału wolności i niepodległości. (…) nieodcięcie się kierownictwa AK od roboty NSZ, wzmacnia żywioły reakcyjne w AK (…) AK, jeżeli ma pozostać historyczną własnością całego narodu, nie może realizować celów politycznych, które idą na rzecz ONR, nie może nawet sprawiać pozorów, iż dąży do wprowadzenia do życia politycznego obozu reakcyjnego.”

## Pobyt w więzieniu
11 sierpnia 1945 został aresztowany i osadzony w więzieniu mokotowskim. W śledztwie torturowany (opisał później szczegółowo czterdzieści dziewięć rodzajów tortur, jakim go poddawano), a następnie skazany na 10 lat za działalność w AK. W 1948 jego proces został wznowiony i trwał do 1952, kiedy to wydano wyrok śmierci. W lutym 1948 roku był świadkiem oskarżenia w procesie komendanta NSZ Stanisława Kasznicy. Od 2 marca do 11 listopada 1949 był przetrzymywany w jednej celi z Jürgenem Stroopem. W tym czasie Moczarski namówił swego niedawnego przeciwnika na zwierzenia, które po latach zostały spisane w formie reportażu.
W 1953 Sąd Najwyższy zmienił mu karę śmierci na dożywotnie więzienie. Mimo to przez dwa lata Moczarski przebywał w celi śmierci i dopiero 15 stycznia 1955 poinformowano go o zmianie wyroku. 21 kwietnia 1956 Sąd Najwyższy wznowił postępowanie w sprawie Moczarskiego, uchylił poprzedni wyrok i przekazał sprawę do ponownego rozpatrzenia. 24 kwietnia 1956 Moczarski został zwolniony. 11 grudnia 1956 Sąd Wojewódzki dla m.st Warszawy wydał prawomocny wyrok uniewinniający.

## Po wyjściu z więzienia

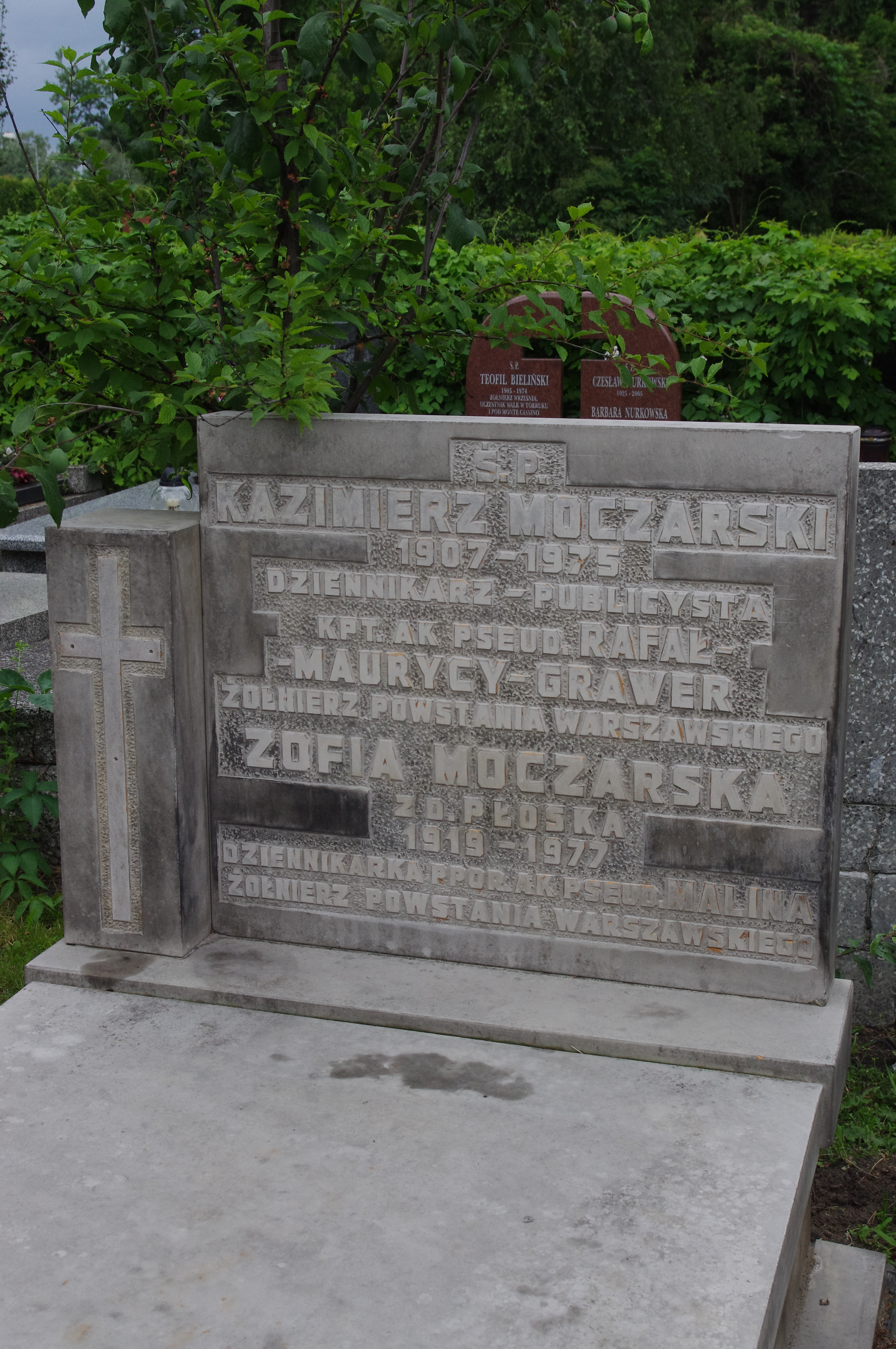
Grób Kazimierza Moczarskiego i jego żony Zofii na cmentarzu Wojskowym na Powązkach w Warszawie

Po zwolnieniu Kazimierz Moczarski pracował w wydawnictwach związanych ze Stronnictwem Demokratycznym, m.in. w głównym organie SD „Kurier Polski”. Pracował także w Społecznym Komitecie Przeciwalkoholowym i redagował pismo „Problemy Alkoholizmu”.
W latach 1972–74 opublikował w odcinkach w miesięczniku Odra Rozmowy z katem, później wydane jako książka w 1977 roku (pełna, nieocenzurowana wersja ukazała się drukiem dopiero w 1992 roku). Książka ta została przetłumaczona na niemal wszystkie języki europejskie, a także na japoński. W Polsce przez pewien czas była obecna na liście obowiązkowych lektur szkolnych. W 1990 ukazały się, również pośmiertnie, jego Zapiski (ISBN 83-06-01861-3) w opracowaniu i z obszernym szkicem biograficznym Andrzeja Kunerta.
W 1975, ciężko chory, przeszedł na emeryturę, a kilka miesięcy później, 27 września, zmarł. Pochowany na cmentarzu Wojskowym na Powązkach w Warszawie (kwatera 28CII-15-3).

## Odznaczenia
- Krzyż Kawalerski Orderu Odrodzenia Polski[8]
- Krzyż Komandorski z Gwiazdą Orderu Odrodzenia Polski – pośmiertnie (2011, za wybitne zasługi dla niepodległości Rzeczypospolitej Polskiej)[9][10]
- Złoty Krzyż Zasługi z Mieczami
- Krzyż Walecznych
- Warszawski Krzyż Powstańczy[11]

## Rodzina
Jego żoną była Zofia Moczarska, z domu Płoska (1919-1977), dziennikarka, w latach II wojny światowej żołnierz Armii Krajowej i powstaniec warszawski (ps. Malina), odznaczona Krzyżem Walecznych i Srebrnym Krzyżem Zasługi z Mieczami. Mieli córkę Elżbietę. Jego siostrą była Anna Waleria Moczarska, żona Witolda Rothenburg-Rościszewskiego.

## Upamiętnienie
W 2009 po raz pierwszy wręczono Nagrodę Historyczną im. Kazimierza Moczarskiego; jest ona przyznawana co roku.
W 2024 skwerowi w Warszawie zlokalizowanemu u zbiegu ulicy Mokotowskiej i alei Armii Ludowej nadano nazwę  skwer Zofii i Kazimierza Moczarskich.